# Шалон сир Вел
Шалон сир Вел (фр. Châlons-sur-Vesle) насеље је и општина у североисточној Француској у региону Шампањ-Арден, у департману Марна која припада префектури Ремс.
По подацима из 2011. године у општини је живело 170 становника, а густина насељености је износила 38,2 становника/km². Општина се простире на површини од 4,45 km². Налази се на средњој надморској висини од 106 метара.

## Демографија
| 1962. | 1968. | 1975. | 1982. | 1990. | 1999. | 2011. |
| ----- | ----- | ----- | ----- | ----- | ----- | ----- |
| 92    | 118   | 127   | 153   | 148   | 161   | 170   |

График промене броја становника у току последњих година